# Puchar Europy w Lekkoatletyce 1970 – finał kobiet
Finał pucharu Europy w lekkoatletyce w 1970 kobiet odbył się 22 sierpnia w Budapeszcie. Wystąpiło sześć zespołów, które awansowały z trzech półfinałów.

## Klasyfikacja generalna
| Poz. | Reprezentacja   | Punkty |
| ---- | --------------- | ------ |
| 1    | NRD             | 70     |
| 2    | RFN             | 63     |
| 3    | ZSRR            | 43     |
| 4    | Polska          | 33     |
| 5    | Wielka Brytania | 32     |
| 5    | Węgry           | 32     |

## Wyniki indywidualne
Kolorami oznaczono zawodniczki reprezentujące zwycięskie drużyny.

### Bieg na 100 metrów
| Lp. | Państwo         | Zawodniczka      | Wynik  |
| --- | --------------- | ---------------- | ------ |
| 1.  | RFN             | Ingrid Mickler   | 11,3 = |
| 2.  | NRD             | Renate Meißner   | 11,4   |
| 3.  | Węgry           | Györgyi Balogh   | 11,4   |
| 4.  | ZSRR            | Galina Bucharina | 11,6   |
| 5.  | Polska          | Helena Kerner    | 11,7   |
| 6.  | Wielka Brytania | Val Peat         | 11,7   |

### Bieg na 200 metrów
| Lp. | Państwo         | Zawodniczka          | Wynik |
| --- | --------------- | -------------------- | ----- |
| 1.  | NRD             | Renate Meißner       | 23,1  |
| 2.  | RFN             | Ingrid Mickler       | 23,3  |
| 3.  | Węgry           | Györgyi Balogh       | 23,3  |
| 4.  | Wielka Brytania | Helen Golden         | 23,7  |
| 5.  | Polska          | Urszula Jóźwik       | 24,0  |
| 6.  | ZSRR            | Nadieżda Biesfamilna | 24,7  |

### Bieg na 400 metrów
| Lp. | Państwo         | Zawodniczka         | Wynik |
| --- | --------------- | ------------------- | ----- |
| 1.  | NRD             | Helga Fischer       | 53,2  |
| 2.  | RFN             | Christel Frese      | 53,5  |
| 3.  | ZSRR            | Wira Popkowa        | 54,0  |
| 4.  | Wielka Brytania | Rosemary Stirling   | 54,4  |
| 5.  | Węgry           | Rozália Séfer       | 54,7  |
| 6.  | Polska          | Elżbieta Skowrońska | 55,6  |

### Bieg na 800 metrów
| Lp. | Państwo         | Zawodniczka        | Wynik  |
| --- | --------------- | ------------------ | ------ |
| 1.  | RFN             | Hildegard Janze    | 2:04,9 |
| 2.  | Wielka Brytania | Sheila Carey       | 2:05,3 |
| 3.  | NRD             | Barbara Wieck      | 2:05,4 |
| 4.  | Węgry           | Magdolna Kulcsár   | 2:06,4 |
| 5.  | Polska          | Danuta Wierzbowska | 2:07,1 |
| 6.  | ZSRR            | Sarmīte Štūla      | 2:07,8 |

### Bieg na 1500 metrów
| Lp. | Państwo         | Zawodniczka               | Wynik  |
| --- | --------------- | ------------------------- | ------ |
| 1.  | RFN             | Ellen Tittel              | 4:16,3 |
| 2.  | NRD             | Gunhild Hoffmeister       | 4:16,5 |
| 3.  | ZSRR            | Ludmiła Bragina           | 4:17,2 |
| 4.  | Wielka Brytania | Rita Ridley               | 4:17,8 |
| 5.  | Węgry           | Sára Szenteleki-Ligetkuti | 4:20,7 |
| 6.  | Polska          | Zofia Kołakowska          | 4:22,0 |

### Bieg na 100 metrów przez płotki
| Lp. | Państwo         | Zawodniczka         | Wynik |
| --- | --------------- | ------------------- | ----- |
| 1.  | NRD             | Karin Balzer        | 13,1  |
| 2.  | Polska          | Teresa Sukniewicz   | 13,2  |
| 3.  | RFN             | Margit Bach         | 13,7  |
| 4.  | ZSRR            | Tatjana Kondraszowa | 13,8  |
| 5.  | Wielka Brytania | Christine Bell      | 13,9  |
| 6.  | Węgry           | Mária Kiss          | 14,3  |

### Sztafeta 4 × 100 metrów
| Lp. | Państwo         | Zawodniczki                                                               | Wynik |
| --- | --------------- | ------------------------------------------------------------------------- | ----- |
| 1.  | RFN             | Elfgard Schittenhelm Annelie Wilden Rita Jahn Ingrid Mickler              | 43,9  |
| 2.  | NRD             | Renate Meißner Christina Heinich Bärbel Schrickel Marion Wagner           | 44,5  |
| 3.  | Węgry           | Erzsébet Bartos Judit Szabó Györgyi Balogh Katalin Papp                   | 44,8  |
| 4.  | ZSRR            | Ludmiła Żarkowa Ludmiła Gołomazowa Marina Nikiforowa Nadieżda Biesfamilna | 45,0  |
| 5.  | Polska          | Urszula Soszka Danuta Jędrejek Urszula Jóźwik Helena Kerner               | 45,2  |
| 6.  | Wielka Brytania | Anita Neil Margaret Critchley Val Peat Helen Golden                       | 45,4  |

### Sztafeta 4 × 400 metrów
| Lp. | Państwo         | Zawodniczki                                                               | Wynik  |
| --- | --------------- | ------------------------------------------------------------------------- | ------ |
| 1.  | NRD             | Helga Fischer Renate Marder Brigitte Rohde Monika Zehrt                   | 3:37,0 |
| 2.  | RFN             | Christa Czekay Inge Eckhoff Heidi Gerhard Christel Frese                  | 3:37,2 |
| 3.  | Wielka Brytania | Rosemary Stirling Maureen Tranter Val Peat Helen Golden                   | 3:37,8 |
| 4.  | ZSRR            | Wira Popkowa Raisa Nikanorowa Anna Dundare Ingrīda Barkāne                | 3:38,6 |
| 5.  | Polska          | Bożena Zientarska Krystyna Hryniewicka Czesława Nowak Elżbieta Skowrońska | 3:39,5 |
| 6.  | Węgry           | Rozália Séfer Magdolna Kulcsár Magdolna Lázár Éva Pusztai                 | 3:41,6 |

### Skok wzwyż
| Lp. | Państwo         | Zawodniczka        | Wynik |
| --- | --------------- | ------------------ | ----- |
| 1.  | NRD             | Rita Schmidt       | 1,84  |
| 2.  | ZSRR            | Antonina Łazariewa | 1,84  |
| 3.  | RFN             | Karen Mack         | 1,76  |
| 4.  | Polska          | Danuta Konowska    | 1,73  |
| 5.  | Węgry           | Magdolna Komka     | 1,73  |
| 6.  | Wielka Brytania | Barbara Inkpen     | 1,73  |

### Skok w dal
| Lp. | Państwo         | Zawodniczka     | Wynik  |
| --- | --------------- | --------------- | ------ |
| 1.  | RFN             | Heide Rosendahl | 6,80   |
| 2.  | Wielka Brytania | Ann Wilson      | 6,60 w |
| 3.  | NRD             | Margrit Herbst  | 6,44   |
| 4.  | Polska          | Ryszarda Rurka  | 6,29   |
| 5.  | ZSRR            | Ałła Smirnowa   | 6,07   |
| 6.  | Węgry           | Klára Woth      | 6,03   |

### Pchnięcie kulą
| Lp. | Państwo         | Zawodniczka       | Wynik |
| --- | --------------- | ----------------- | ----- |
| 1.  | ZSRR            | Nadieżda Cziżowa  | 19,42 |
| 2.  | NRD             | Hannelore Friedel | 18,01 |
| 3.  | Polska          | Ludwika Chewińska | 17,01 |
| 4.  | RFN             | Marlene Fuchs     | 16,90 |
| 5.  | Węgry           | Judit Bognár      | 16,14 |
| 6.  | Wielka Brytania | Mary Peters       | 15,02 |

### Rzut dyskiem
| Lp. | Państwo         | Zawodniczka       | Wynik |
| --- | --------------- | ----------------- | ----- |
| 1.  | NRD             | Karin Illgen      | 61,60 |
| 2.  | RFN             | Liesel Westermann | 61,44 |
| 3.  | ZSRR            | Tamara Daniłowa   | 57,84 |
| 4.  | Węgry           | Jolán Kleiber     | 55,28 |
| 5.  | Wielka Brytania | Rosemary Payne    | 53,02 |
| 6.  | Polska          | Jadwiga Wojtczak  | 49,38 |

### Rzut oszczepem
| Lp. | Państwo         | Zawodniczka      | Wynik |
| --- | --------------- | ---------------- | ----- |
| 1.  | NRD             | Ruth Fuchs       | 60,60 |
| 2.  | Polska          | Daniela Jaworska | 55,90 |
| 3.  | ZSRR            | Mārīte Saulīte   | 54,52 |
| 4.  | Węgry           | Magda Vidos      | 53,44 |
| 5.  | RFN             | Ameli Koloska    | 51,92 |
| 6.  | Wielka Brytania | Anne Farquhar    | 44,44 |